# Ernst Poser
Ernst Poser ( – 1624). Dzierżawca państwa stanowego Niemodlin (Herrschaft Falkenberg) od 1618 r., kiedy to zawarł z opiekunami Zygfryda (Seyfrieda) II Promnitz umowę o czasową dzierżawę, dzięki której miał sobie zrekompensować niespłacone długi Weighardta Promnitz. Zmarł w roku 1624.